# Saint-Maurice (Cantal)
Pour les articles homonymes, voir Saint-Maurice.
Saint-Maurice est une ancienne commune française, située dans le département du Cantal en région Auvergne-Rhône-Alpes.

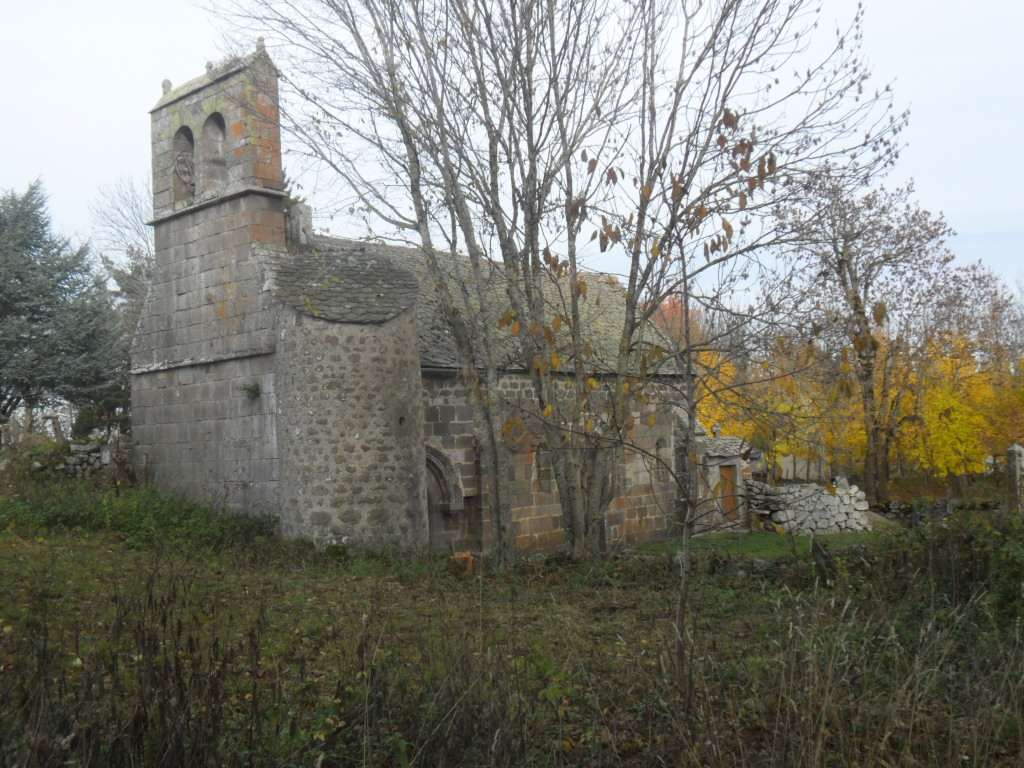
Église de Saint-Maurice (Cantal), vue du côté du chevet et du clocher, escalier montant au clocher

## Histoire
Créée à la Révolution, elle a fusionné en 1832 avec la commune de Valuéjols.

## Administration
| Période                                  | Période | Identité | Étiquette | Qualité |
| ---------------------------------------- | ------- | -------- | --------- | ------- |
|                                          |         |          |           |         |
| Les données manquantes sont à compléter. |         |          |           |         |

## Démographie
| 1793 | 1800 | 1806 | 1821 | 1831 |
| ---- | ---- | ---- | ---- | ---- |
| 180  | 182  | 186  | 136  | 141  |

## Culture locale et patrimoine

### Lieux et monuments
- Église : nef d'époque romane avec un portail cintré et orné de billettes. Au XIXe siècle, sont ajoutés une chapelle au nord et le clôcher à peigne (1853)[2],[3].
- Monument aux morts de la section de Saint-Maurice.